# Anais dos Caqchiqueles
Os Anais dos Caqchiqueles (em espanhol Anales de los Cakchiqueles, também conhecido pelos títulos alternativos em espanhol Anales de los Xahil, Memorial de Tecpán-Atitlán e Memorial de Sololá), é um livro escrito na língua caqchiquel por Francisco Hernández Arana Xajilá em 1571 e completado pelo seu neto, Francisco Rojas em 1604. O livro relata a história, mitologia e lendas do povo caqchiquel.
O livro foi guardado na localidade de Sololá junto do lago de Atitlán, Guatemala, até à sua descoberta em 1844, e subsequentemente traduzido pelo abade Charles Etienne Brasseur de Bourbourg em 1855 (o mesmo tradutor do Rabinal Achí). A parte mítica e lendária, preservada oralmente ao longo de séculos, foi finalmente recolhida e mantida por membros do tinamit (clã) Xahil. A narrativa histórica continua com os feitos de reis e guerreiros e suas várias conquistas, a fundação de aldeias, e a sucessão de governantes até à época da conquista espanhola.
Tal como o Popol Vuh, os anais identificam a quase lendária Tulan como o local de onde todos eram originários, pelo menos a dada altura das suas várias migrações. Os textos diferem de outras fontes como a Historia de los Xpantzay de Tecpán Guatemala e O Título de Totonicapán, mas sobretudo do Popol Vuh, ao relatarem que os ancestrais caqchiqueles chegaram a Tulan, ch'aqa palow  "através do mar", desde r(i) uqajib'al q'ij, "onde o sol desce, o oeste." A narrativa caqchiquel é bastante triste, descrevendo a partida dos ancestrais de Tulan acompanhada de maus augúrios e pressagiando morte e desapontamento. Faz também referência aos governantes quichés forçando o rei Q'uicab, O Grande a abandonar Chaiviar, Chichicastenango, e a dirigir-se para as montanhas Razamut para fundar Iximché, a capital caqchiquel à chegada dos conquistadores espanhóis.
O documento caqchiquel continua com um relato das suas viagens e dos lugares por onde passaram, terminando com um relato sóbrio e factual da conquista espanhola. Trata-se pois, da história nativa da conquista da Guatemala do ponto de vista dos vencidos, incluindo uma referência ao último rei caqchiquel Belejep-Qat, acabando os seus dias buscando ouro nos rios.